# 鯪魚球

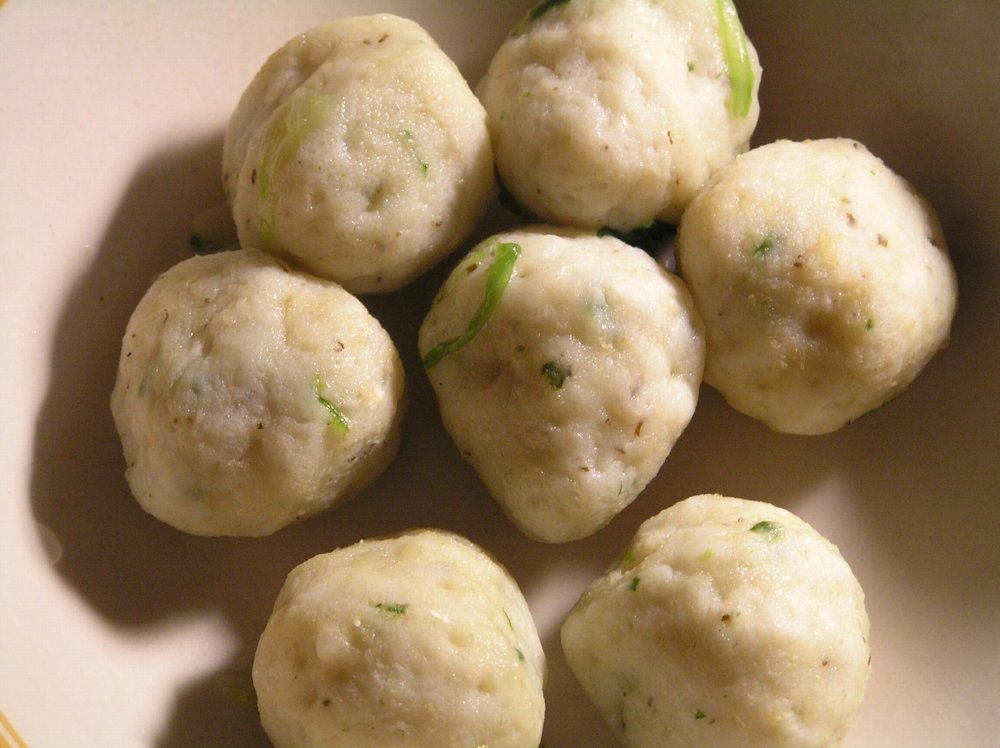
鯪魚球

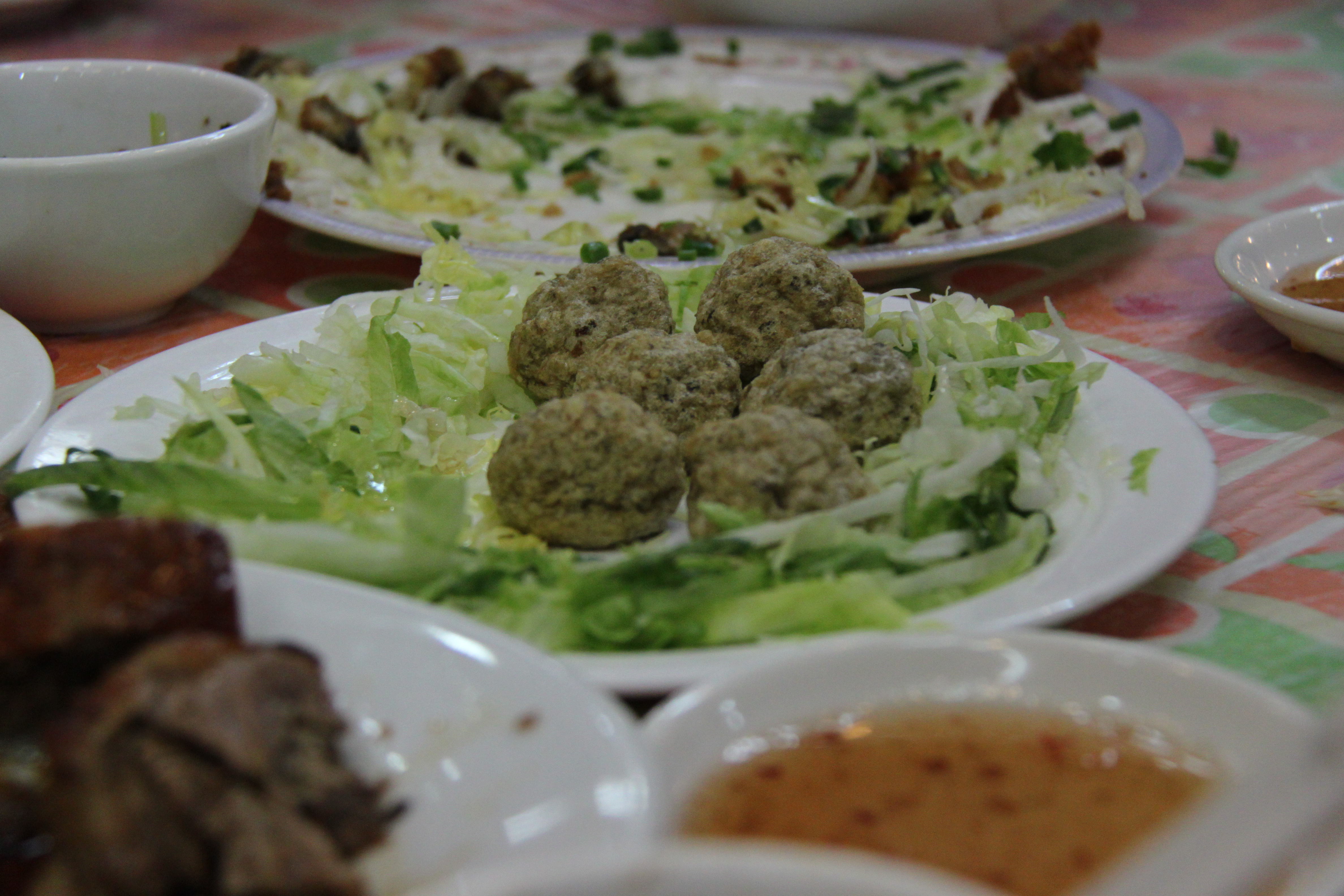
酥炸鯪魚球

鯪魚球是鯪魚肉加入髮菜絲、陳皮茸和醃料攪至起膠做成的肉圓，流行於廣東順德。

## 食譜
鯪魚球烹調方法有許多，常見食譜如下：
- 鯪魚球粥：在鯪魚球上加入生菜絲，然後用來熬粥。
- 酥炸鯪魚球：鯪魚球沾上生粉放油內炸，炸成後加上蜆介醬吃。
- 菊花炸鲮鱼球：起源于明代中山市小榄镇，一群自北南下的难民传授下来的；到1979年菊花会，此菜更是名噪海外，飘香整个东南亚。菊花炸鲮鱼球之所以有特色，除以菊花为菜食外，又因中山所产鲮鱼，尤为肥美。